# نويل ميلر
نويل ميلر (1 يوليو 1913 في أستراليا - 26 نوفمبر 2007) (بالإنجليزية: Noel Miller)‏ هو لاعب كريكت أسترالي.

## وصلات خارجية
- نويل ميلر على موقع إي آس بي آن كريك إنفو (الإنجليزية)